# Zyxomma multinervinervis
Zyxomma multinervinervis е вид водно конче от семейство Libellulidae. Видът не е застрашен от изчезване.

## Разпространение
Разпространен е в Австралия (Куинсланд), Индонезия (Малуку и Папуа) и Папуа Нова Гвинея.